# Discografia Lanei Del Rey
Discografia Lanei Del Rey se compune din patru albume de studio, patru discuri EP, nouăsprezece discuri single și douăzecișitrei de videoclipuri. Ea a vândut mai mult de șapte milioane de albume și douăsprezece milioane de discuri single în întreaga lume.

## Legături externe
- Site web oficial
- Lana Del Rey la AllMusic